# Igreja Presbiteriana da Venezuela
A Igreja Presbiteriana da Venezuela (IPV) - em espanhol Iglesia Presbiteriana de Venezuela - é uma denominação presbiteriana, estabelecida na Venezuela em 1897 pelo Rev. Theodore Strong Pond e sua esposa Julia, missionários da Igreja Presbiteriana nos Estados Unidos da América.

## História
Em 1855, o Rev. Ramón Montsalvatge (enviado pela Sociedade Bíblica Americana), chegou a Colômbia. Posteriormente, o Rev. Henry Barrington Pratt (enviado pela Igreja Presbiteriana nos Estados Unidos da América) também se estabeleceu no país.
A partir do trabalho dos missionários, a Igreja Presbiteriana de Bogotá foi organizada e posteriormente toda a Igreja Presbiteriana da Colômbia.
Entre os membros desta igreja estava Heráclito Osuna, um venezuelano, que foi eleito presbítero da igreja de Bogotá.
Em 1886, Osuna voltou para a Venezuela e passou a residir em Caracas. Ali, fundou uma escola presbiteriana e transformou sua casa em uma congregação presbiteriana.
Em 1987, o Rev. Theodore Strong Pond e sua esposa Julia, estabeleceram-se em Caracas, para auxiliar a congregação. Em 1990, a congregação foi organizada como Igreja Presbiteriana O Redentor (Iglesia Presbiteriana El Rendentor), a primeira igreja presbiteriana do país.
Em 1915, foi ordenado o primeiro pastor venezuelano, o Rev. Benjamín Roldán.
Em 1946, foi organizado o Presbitério da Venezuela, à época com 3 pastores, 7 igrejas e 450 membros.
A partir de um lento crescimento, a denominação tornou-se autônoma apenas na década de 1950.
Em 1972 a denominação passou a permitir a ordenação de mulheres.
Em 2018, a denominação era formada por um sínodo, com 2 presbitérios 17 igrejas e congregações e 800 membros, sendo a maior denominação reformada no país.

## Doutrina
A denominação permite a ordenação de mulheres e subscreve a Confissão de Fé de Westminster, Catecismo de Heidelberg e Segunda Confissão Helvética.

## Relações Intereclesiásticas
A denominação é membro da Comunhão Mundial das Igrejas Reformadas e da Aliança de Igrejas Presbiterianas e Reformadas da América Latina.